# Threads (застосунок)
Threads — соціальна мережа, яка належить американській компанії Meta Platforms. Програма призначена для роботи сумісно з Instagram: користувачі повинні мати обліковий запис Instagram, щоб зареєструватися. Threads виступає прямим конкурентом Twitter, оскільки присутня можливість публікувати текст та зображення, відповідати на публікації інших або лайкати (англ. like — подобається) їх зміст.
Після придбання Twitter Ілоном Маском, співробітники Meta почали говорити про розробку Instagram Notes, текстової функції, яка мала з'явиться в Instagram. Співробітники також обговорили цю ідею, як окремий текстовий застосунок та ухвалили її. Розробка Threads почалася в січні 2023 року, тоді вона була відома під назвою «Проєкт 92». Соціальна мережа досягла 80 мільйонів користувачів за перші 48 годин, побивши рекорд швидких реєстрацій користувачів, який був встановлений раніше ChatGPT.

## Історія

### 2022—2023: початок створення
Під час мозкового штурму в листопаді співробітники Meta Platforms почали говорити про створення Instagram Notes — текстової функції, яка з'явиться в Instagram — і створення окремого текстового застосунку. Розробка на Threads почалася в січні 2023 року. Moneycontrol отримав інформацію про застосунок під кодовою назвою «P92» у березні. У червні 2023 року The Verge опублікував подробиці внутрішньої зустрічі в компанії Meta Platforms, на якій обговорювався «Проєкт 92», описаний директором із продуктів Meta Platforms Крісом Коксом, як «відповідь компанії на Twitter».
Подальші подробиці про Instagram Threads з'явилися в липні 2023 року, коли розробник Алессандро Палуцці написав у Twitter, що «Проєкт 92» було випущено в Google Play Store під назвою Threads. Програму було видалено через кілька годин, але Палуцці опублікував кілька скріншотів функцій програми. 3 липня Threads з'явився в Apple App Store. Оприлюднення Threads відбулося на тлі зміни кількості твітів, які можна переглядати на день. Також було виявлено офіційний вебсайт threads.net із годинником зворотного відліку до запуску соціальної мережі та посиланнями для завантаження застосунку.

## Особливості та інструменти
Threads має на меті надати користувачам подібний застосунок до Twitter, з наголосом на загальнодоступних текстових публікаціях і розмовах (також відомих як мікроблоги), і тісно пов'язаний із материнською соціальною мережею Instagram. Публікації можуть містити до 500 символів тексту та 5 хвилин відео. Перед запуском Threads керівництво Instagram анонсувало, що майбутні версії Threads підтримуватимуть відкритий децентралізований протокол ActivityPub та будуть працювати з федіверс.

### Облікові записи
Облікові записи Threads тісно інтегровані з обліковими записами Instagram. Теми та облікові записи Instagram мають однакові ім'я користувача, зображення профілю та ім'я, причому користувачі можуть змінювати ці дані лише через Instagram.

### Доступність платформи
Як і більшість служб соціальних мереж, Threads доступна для платформ iOS від Apple та Android від Google. Повідомляється, що вебзастосунок може бути доступним із профілями у форматі threads.net/user. Застосунок було анонсовано 4 липня, а попередні замовлення почалися за два дні до його випуску в США.

## Кількість користувачів
10 липня 2023 року Threads подолав позначку 100 млн реєстрацій. Для цього сервісу знадобилося всього п'ять днів. У колишнього рекордсмена за швидкістю набору аудиторії, чат-бота зі штучним інтелектом ChatGPT, досягнення такої кількості користувачів зайняло два місяці. Безумовно, такому швидкому зростанню Threads сприяв автоматичний імпорт підписників з Instagram.
Динаміка зросту чисельності аудиторії Threads в перші дні запуску соціальної мережі показано в наступній таблиці:
| Кількість користувачів | Час з моменту запуску |
| ---------------------- | --------------------- |
| 2 млн                  | 2 години              |
| 5 млн                  | 4 години              |
| 10 млн                 | 7 годин               |
| 30 млн                 | 16 годин              |
| 50 млн                 | 1 день 12 годин       |
| 70 млн                 | 2 дні 1 година        |
| 100 млн                | 5 днів                |

Разом з тим, згідно повідомлення газети Wall Street Journal з посиланням на аналітичні дані компанії Sensor Tower, за останні два тижні липня 2023 року, соціальна мережа Threads втратила близько 70 % активних користувачів. На 20 липня 2023 року число користувачів соцмережі впало з 44 мільйонів до 13 мільйонів (станом на 7 липня 2023 року). 1 лютого 2024 року, Марк Цукерберг сказав, що застосунок має 130 мільйонів активних користувачів за місяць.
Станом на квітень 2024 року, згідно з повідомленням ресурсу Engadget, Threads продовжує стабільно зростати, хоча й повільніше, ніж це відбувалося у перші дні після запуску застосунку в липні 2023 року. Платформа Threads має вже понад 150 млн користувачів на місяць, − про це заявив гендиректор компанії Meta Марк Цукерберг.

## Збої в роботі

### 2024
14 жовтня мережі Threads, Instagram та Facebook зазнали масштабних збоїв. За даними служби агрегації збоїв Downdetector, скарги на збої почали надходити незабаром після 20:00 вечора. Для деяких користувачів сервіси завантажувалися набагато повільніше, ніж зазвичай, а інші — зовсім не були в змозі отримати доступ до будь-якого з сервісів платформи Meta Platforms.
11 грудня, як повідомив портал DownDetector, користувачі застосунків, соцмереж і месенджерів компанії Meta Platforms, зокрема Threads, спостерігали збій у їхній роботі. Проблеми спостерігалися у роботі як вебсайтів соцмереж, так і застосунків.

## Критика та занепокоєння
Threads зазнав критики за посилання на облікові записи Instagram. Користувачі повинні видалити свої облікові записи Instagram, щоб видалити обліковий запис Threads. Адам Моссері, виконавчий директор Instagram, написав у Threads, що вони «розглядають спосіб окремого видалення вашого облікового запису Threads».
Джек Дорсі, колишній CEO Twitter, розкритикував появу Threads, заявивши, що хотів би бачити інновації, а не «7 клонів Twitter».

## Санкції

### Туреччина
З 29 квітня 2024 року соціальна мережа Threads від компанії Meta, за рішенням місцевого антимонопольного органу, більше не доступна для користувачів у Туреччині. Це пов'язано з тим, що в березні турецький регулятор видав тимчасову постанову, яка забороняє обмін даними між Threads і Instagram. Аргументували це тим, що компанія ускладнила конкурентам доступ до рекламодавців.

## Судові позови
Twitter видав юридичну погрозу проти Threads, зазначивши, що цей застосунок порушує права інтелектуальної власності Twitter. У листі, направленому генеральному директору Meta, юрист Twitter стверджує, що Meta залучила багатьох колишніх співробітників Twitter, які мали доступ до комерційних секретів і конфіденційної інформації Twitter Meta спростувала ці звинувачення, стверджуючи, що жоден колишній співробітник Twitter не залучений до команди інженерів Threads.